# Dream Chaser

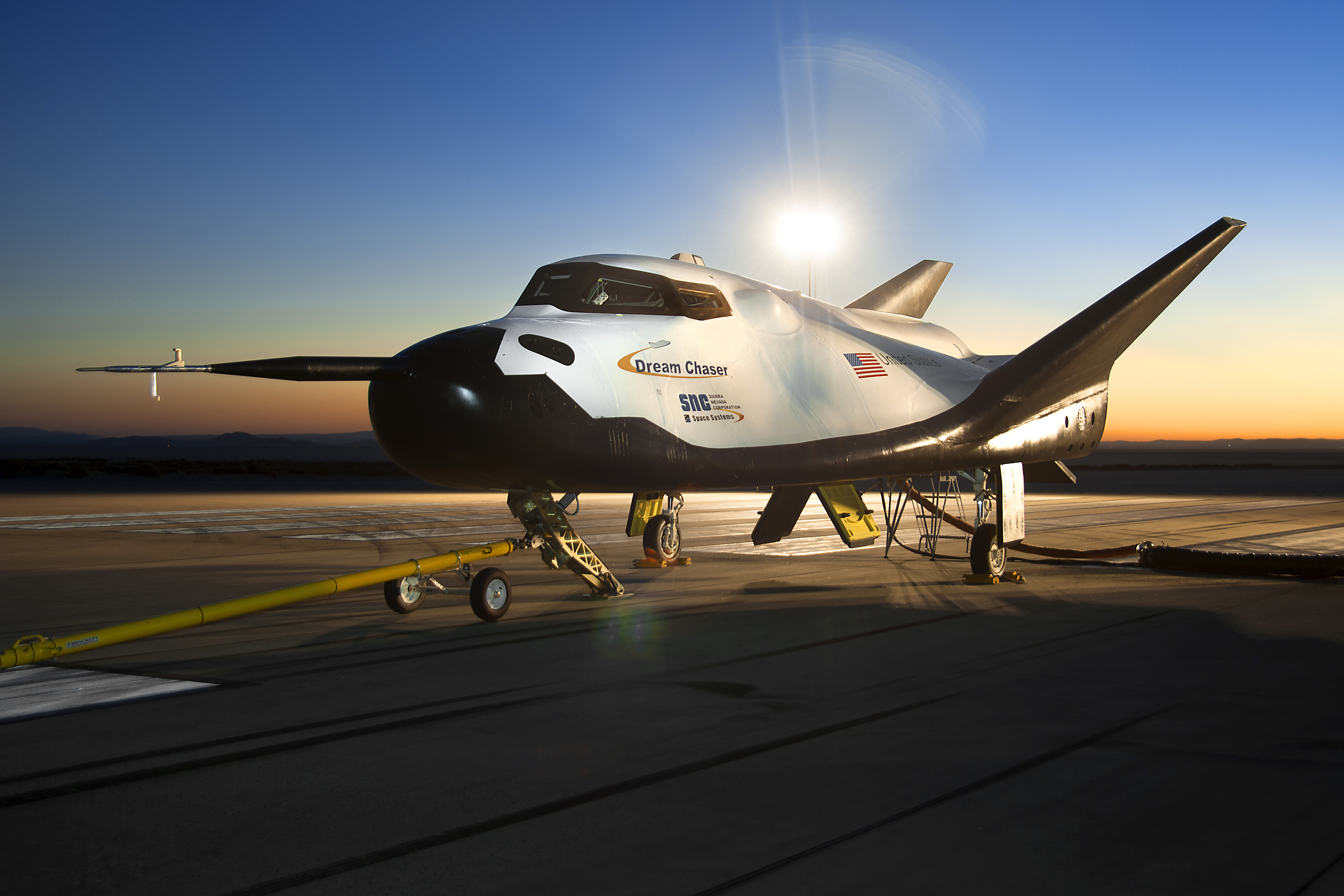
Dream Chaser (testy pojíždění po ranveji na základně Edwards v Kalifornii)

Dream Chaser je vícenásobně použitelný pilotovaný raketoplán vyvíjený v USA firmou Sierra Nevada Corporation (SNC), později Sierra Space Corporation (SSC), koncipovaný jako vztlakové těleso s horizontálním přistáním a vertikálním startem na klasické raketě. Vychází přímo z projektu NASA na miniraketoplán HL-20. Ten vyšel ze zkušeností s předchozími vztlakovými tělesy (hl. M2-F2 a HL-10) a jeho tvar byl velmi silně ovlivněn sovětským projektem BOR-4.
Jeho hlavní úkol má být obsluha Mezinárodní kosmické stanice (přepravní kapacita 7 osob). Hlavní část vývoje probíhala pod programem Commercial Orbital Transportation Services / Commercial Crew Development (COTS/CCDev). Jeho hlavními konkurenty byly lodě Dragon od SpaceX a Starliner od Boeingu.
V říjnu 2013 byl uskutečněn první test volného shozu ze závěsu pod vrtulníkem. V září 2014 bylo rozhodnuto, že Dream Chaser nepostoupí do dalšího kola programu COTS. Sierra Nevada Corporation podala proti tomu rozhodnutí odvolání. Toto odvolání nakonec nebylo uznáno a firma byla ze soutěže definitivně vyloučena. SNC však projekt přepracovala a v roce 2015 představila Dream Chaser jako zásobovací automatickou loď určenou pro přepravu nákladu. S tou se přihlásila do druhého kola programu The Commercial Resupply Services 2 (CRS2), který hledá vhodné dopravce nákladu na ISS v letech 2018–2024. Samotný raketoplán prošel některými změnami designu (zaslepení oken kabiny, sklápěcí křídla). Takto upravená verze by měla poprvé startovat na konci roku 2018.
V roce 2015 a 2016 však stále ještě probíhají testy pilotovaného Dream Chaseru. Součástí původního programu COTS bylo mezi NASA a SNC nasmlouváno splnění několika milníků při vývoji stroje. Mezi poslední patří dokončení bezpilotních letových zkoušek v atmosféře. Vzhledem k tomu, že v říjnu 2013 havaroval zkušební raketoplán při přistání (nevysunulo se mu jedno z kol podvozku), musel být vyroben nový exemplář, který se dokončoval v říjnu 2015. Ten prodělá nasmlouvané testy v atmosféře.

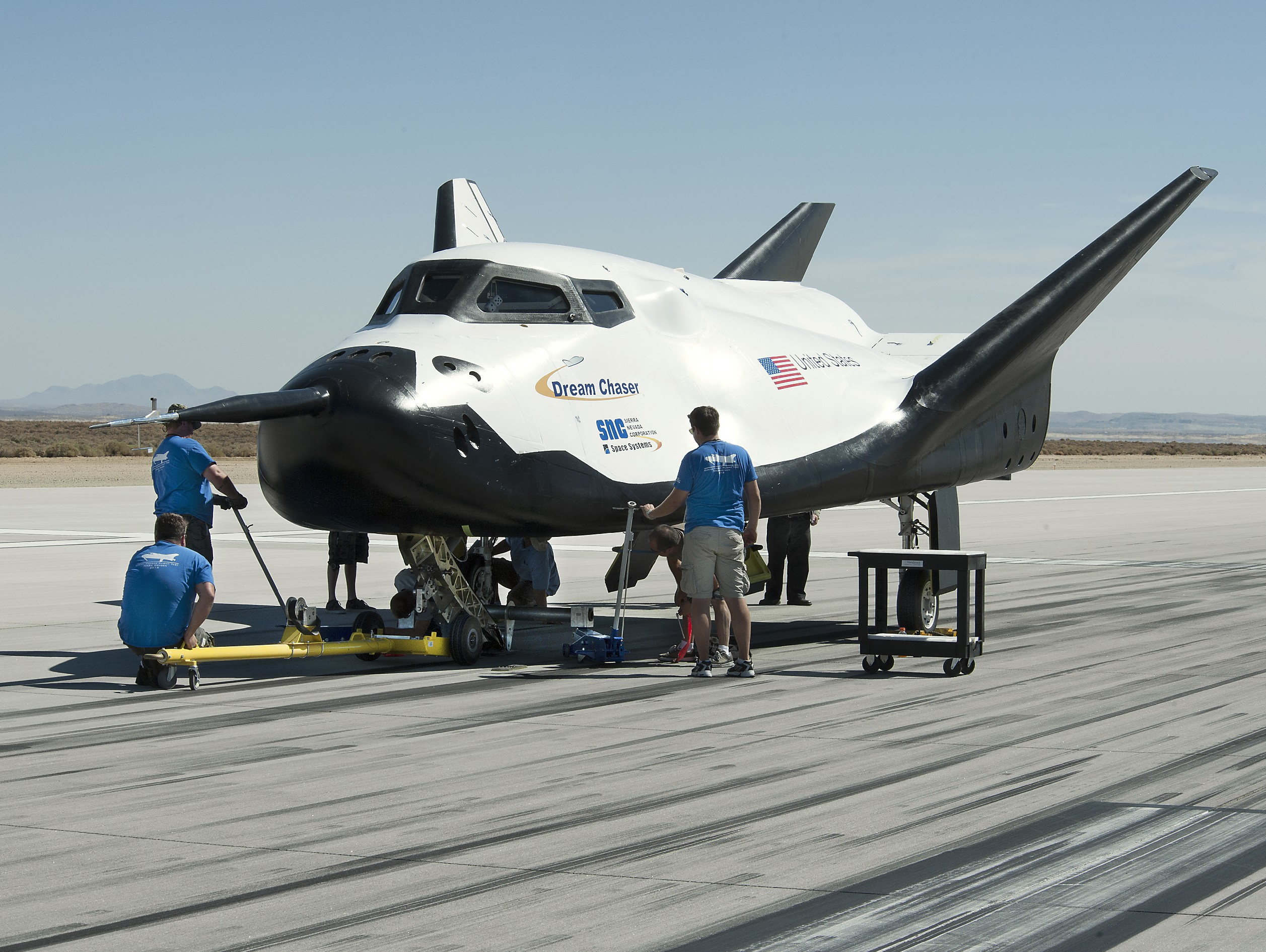
Zkušební exemplář Dream Chaseru při zkouškách v roce 2013

V současnosti probíhají jednání mezi SNC, Evropskou kosmickou agenturou, Japonskou kosmickou agenturou a Německem o možném komerčním využití pilotovaného Dream Chaseru. Tato jednání se však zatím soustředí jen na průzkum trhu.
V lednu 2016 NASA zařadila DreamChaser do programu nepilotovaného zásobování ISS.
V roce 2019 byla dokončena kompozitní kostra exempláře, který je určen pro první lety k Mezinárodní vesmírné stanici. Jeho kompletace by měla probíhat v roce 2020 (vybavení letovými systémy, tepelnou ochranou a štítem). V rámci současného kontraktu na dodávku nákladu na stanici je nasmlouváno šest misí, které měly být provedeny do roku 2024. První zkušební let k Mezinárodní vesmírné stanici měl proběhnout v roce 2021, ale od té doby byl několikrát odložen. Po odkladech zkušebního startu a naplánovaném vyřazení raket Atlas V ze služby byly již v roce 2020 nasmlouvány starty na raketě Vulcan. V polovině roku 2023 Sierra Space zahájila finální testování prvního letového exempláře pojmenovaného Tenacity, během něhož byl termín startu několikrát odložen, od prosince 2024 se počítá s 21. květnem 2025.

## Modul Shooting star
Modul Shooting star bude 4,6m dlouhý a unese až 4 500 kg nákladu. Bude připojen na zadní část raketoplánu a skrze něj se bude celá sestava (Dream Chaser + Shooting star) připojovat k ISS. Modul se také jako jediná část nevrací na zemi a shoří v atmosféře (jak napovídá název). Čímž umožní plnit obě funkce nákladních lodí: dopravovat vzorky zpět na Zemi, a s odpadky shořet v atmosféře.

## Pilotovaná verze

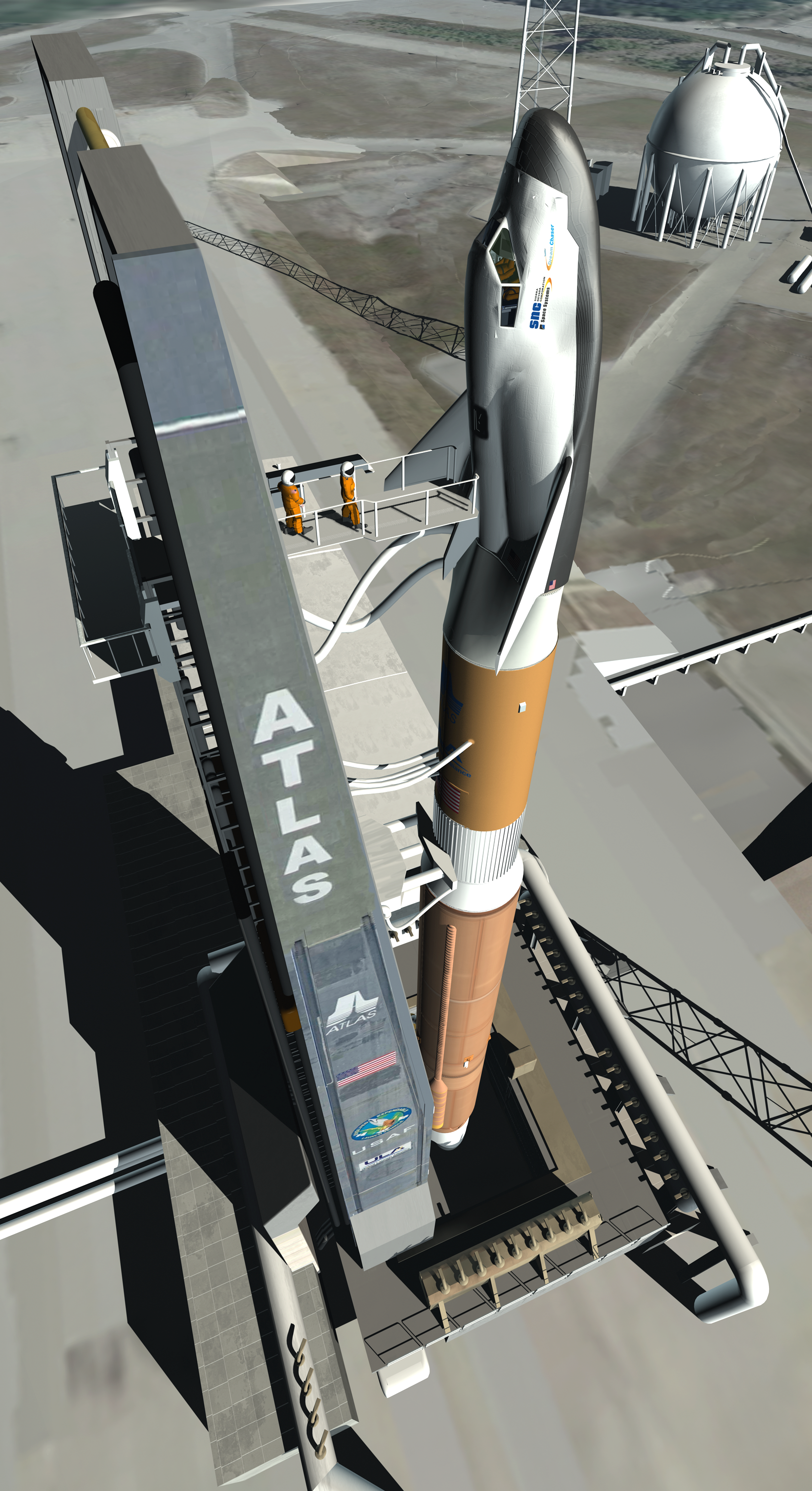
Představa pilotovaného Dream Chaseru na raketě Atlas V.

Jak již bylo řečeno výše, miniraketoplán se původně ucházel o vození posádky na ISS vrámci programu Comercial Crew. Pilotovaná verze má dostat 2 až 7 astronautů a náklad na oběžnou dráhu Země. Startovat měl na raketě Atlas V a při návratu nemá přetížení přesáhnout 1.5 g. 